# 細溝清史
細溝 清史（ほそみぞ きよし、1956年〈昭和31年〉3月17日 - ）は、日本の財務官僚。金融庁長官を経て、日本取引所自主規制法人理事長。

## 来歴
大阪府出身。1974年 大阪府立大手前高等学校卒業。1978年 東京大学法学部第2類（公法コース）卒業。大蔵省入省（主計局総務課）。通商産業省機械情報産業局電子政策課総括係長、園部税務署長、大蔵省銀行局総務課長補佐（企画担当）などを経て、1986年6月 青森県農林部経済課長。1988年4月 青森県総務部財政課長。1989年7月、主計局主計官補佐（経済協力第二係主査）、1990年、地方財政第一、二係主査、1992年、厚生第一、二係主査、1993年熊本県企画開発部長。1995年大臣官房企画官兼主税局税制第二課、1996年主税局主税企画官兼税制第二課、1997年主税局主税企画官兼税制第一課。
1998年7月 大蔵省主計局主計官（文部、科学技術、文化担当）。1999年1月 大蔵省主計局主計官（文部、科学技術、文化担当）兼金融企画局企画課債権等流動化室長。1999年7月 大蔵省主計局主計官（地方財政、大蔵担当）。2000年7月 大蔵省主計局主計官（総務、地方財政担当）。2001年1月 内閣官房行政改革推進事務局特殊法人等改革推進室参事官。2002年7月 財務省主計局法規課長。2003年7月8日 財務省大臣官房信用機構課長。2004年 金融庁総務企画局企画課長。2005年 関東財務局東京証券取引所監理官兼関東財務局金融先物取引所監理官兼金融庁総務企画局審議官（市場担当）兼公認会計士・監査審査会事務局長。2006年 関東財務局東京証券取引所監理官兼 関東財務局金融先物取引所監理官兼金融庁総務企画局審議官（市場担当）。2007年 金融庁総務企画局審議官（企画担当）。2009年 金融庁総務企画局総括審議官（官房担当）。2010年 金融庁検査局長。2011年 金融庁監督局長。2014年7月4日 金融庁長官。2015年7月7日 退官。2015年9月 三井物産顧問、岩田合同法律事務所特別顧問。2016年 セーレン監査役。2017年 川崎汽船監査役、金融情報システムセンター理事長。2019年6月 日本取引所自主規制法人理事長。

## 著作

### 編集
- 『最新会計法精解』（増補版）大蔵財務協会、2002年10月。ISBN 9784754709310。
- 『物品管理法講義』大蔵財務協会、2002年8月。ISBN 9784754709327。
- 『債権管理法講義』大蔵財務協会、2002年8月。ISBN 9784754709334。
- 『補助金等適正化法講義』大蔵財務協会、2002年8月。ISBN 9784754709341。

### 監修
- 金融財政事情研究会 編『ABL取引推進事典』細溝清史・菅原郁郎監修、金融財政事情研究会、2014年4月。ISBN 9784322124040。
- 岩田合同法律事務所 編『金融機関役員の法務 コーポレートガバナンスコード時代の職責』細溝清史監修、金融財政事情研究会、2016年3月。ISBN 9784322128567。

## その他
- 1990年、主計局主計官補佐（地方財政第一、二係主査）時代は、地方財政をめぐる政治的利害が交錯し、主査の中でも特に難しい交渉であったが、難交渉をまとめ、1992年には主計局の中でも花形の厚生第一、二係主査となった。
- よく知るＯＢは「洞察力が鋭く、事柄のポイントをさっと整理することができる」と交渉術を評する。